# Хара, Масахиро
Масахиро Хара (яп. 原 正浩) — японский инженер и изобретатель, наиболее известный как один из разработчиков QR-кода. Родился в Токио и большую часть своей карьеры проработал в компании Denso Wave, дочернем предприятии Denso, входящей в группу Toyota.

## Биография
Хара начал работу в компании Denso (позднее — Denso Wave) в 1970 году. В начале 1990-х годов он занимался вопросами повышения эффективности логистики и идентификации автокомпонентов на производстве. Существовавшие на тот момент технологии штрих-кодов не позволяли хранить достаточный объём информации и были неудобны в производственных условиях, поэтому перед Харой была поставлена задача создания двумерного кода для этих целей.
В 1994 году под руководством Хары была разработана новая система кодирования — QR-код (англ. Quick Response Code). Основной задачей было создание формата, который позволял бы быстро считывать большой объём данных под разными углами и был бы устойчив к повреждениям. Идея визуального представления кода была навеяна Харе японской настольной игрой го — однажды во время послеобеденной игры в го Хара понял, что чёрно-белые паттерны могут кодировать информацию. Ему же принадлежит определение оптимальных пропорций для максимальной читаемости кода, для чего Хара провёл отдельное исследование научных публикаций. Разработка была завершена и представлена публике в 1994 году.
QR-код был опубликован как открытый стандарт и не патентовался, что способствовало его широкому распространению во множестве сфер — от логистики и маркетинга до медицины и цифровых технологий.
В 2024 году Хара всё ещё продолжал трудиться в Denso Wave. В октябре 2024 года он посетил Францию по приглашению своего друга, художника по имени qargo, и принял участие в праздновании 30-й годовщины своего изобретения.

## Наследие
QR-код стал важным элементом цифровой инфраструктуры. В 2010-х и 2020-х годах он получил массовое распространение благодаря развитию смартфонов, мобильных платёжных систем и бесконтактных технологий. Во время пандемии COVID-19 QR-коды активно использовались для регистрации посетителей, скачивания меню, подтверждения вакцинации и бесконтактного доступа к информации.